# 興津藍
興津 藍（おきつ あい、1981年3月23日 - ）は、兵庫県出身の競艇選手。登録番号4052。身長166cm。血液型AB型。85期。同期に井口佳典、田村隆信らがいる。

## 来歴
- 1999年11月19日、鳴門競艇場で行われた『第19回報知うずしお杯競走』でデビュー(3着)。
- 1999年11月22日、デビュー節4日目1レース、3号艇6コースからまくりを決めて水神祭を飾る。
- 2000年12月、戸田競艇場で行われた一般戦で初優出（5号艇6コース・6着）。
- 2003年1月13日、浜名湖競艇場で行われた『クロッキーアタック』で1号艇1コースから逃げを決めて、初優勝。
- 2002年2月、丸亀競艇場で行われた『第45回四国地区選手権競走』でGI初出場。同節2日目、3レースで3号艇4コースから差しを決めてGI初勝利。
- 2008年2月14日、丸亀競艇場で行われた『第51回四国地区選手権競走』でGI初優出（3号艇5コース・4着）。
- 2010年12月8日、鳴門競艇場で行われた『第54回四国地区選手権競走』で2号艇2コースから、まくりを決めてG1初制覇。
- 2011年7月、蒲郡競艇場で行われたSG『海の日記念・第16回オーシャンカップ』でSG初出場。同節の最終日2レース、2号艇1コースから逃げを決めてSG初勝利。
- 2019年7月14日、常滑競艇場で開催されている『第24回オーシャンカップ』準優勝戦第11レースを2着でクリアし、SG初優出。

## 獲得タイトル

### G1
- 2010年12月『第54回四国地区選手権競走』（鳴門）
- 2014年2月『第57回四国地区選手権競走』（丸亀）
- 2021年2月『第64回四国地区選手権競走』（丸亀）